# لويغي بيانكو
لويغي بيانكو (بالإيطالية: Luigi Bianco)‏ هو كاهن كاثوليكي إيطالي، ولد في 3 مارس 1960 في مونتيمانيو في إيطاليا.